# Джим Моллісон
Джеймс Аллан Моллісон (англ. James Allan Mollison), відомий більше як Джим Моллісон (англ. Jim Mollison; 19 квітня 1905, Глазго — 30 жовтня 1959, Лондон) — знаний шотландський пілот У 30-ті роки XX століття здійснив кілька рекордних перельотів, брав участь в авіаперегонах за приз Макробертсона. У 1932—1938 роках був одружений з відомою британською льотчицею Емі Джонсон.

## Біографія
Народився 19 квітня 1905 року у Глазго, Шотландія. З ранніх років захоплювався авіацією й у 18 років став наймолодшим офіцером Королівських повітряних сил Великої Британії (RAF, від англ. Royal Air Force). Після чого отримав призначення до Вазиристану. У 22 роки встановив новий рекорд — став наймолодшим інструктором у Центральному льотному училищі Королівських ПС (CFS, від англ. Central Flying School). У 1928—1929 роки перевівся у цивільну авіацію, служив інструктором авіаційного клубу (англ. South Australian Aero Club) в Аделаїді (Австралія), а потім пілотом австралійських авіаліній (Eyre Peninsular Airways та Australian National Airways).
Маючи репутацію дилетанта та плейбоя, Моллісон хотів стати досвідченим пілотом за короткі терміни, внаслідок чого обрав для цієї мети досягнення нових рекордів. Так, влітку 1931 року встановив рекорд перельоту з Австралії до Англії (8 днів 19 годин польоту), у березні 1932 року рекорд перельоту до Південної Африки, Англія — ПАР (з Лондона до мису Доброї Надії) за 4 дні та 17 годин, а у серпні — 30-годинний переліт з Ірландії до Нью-Брансвіка у Канаді.

### Емі Джонсон
В Австралії Моллісон познайомився зі своєю майбутньою дружиною, Емі Джонсон, яка здійснювала 6-тижневий тур країною, після свого знаменитого перельоту Англія — Австралія. Після того, як Джонсон, виснажена перегонами, здійснила аварійну посадку в аеропорту Брисбен, решту туру вона провела як пасажир, а її літак пілотували інші пілоти, серед яких був Джим.

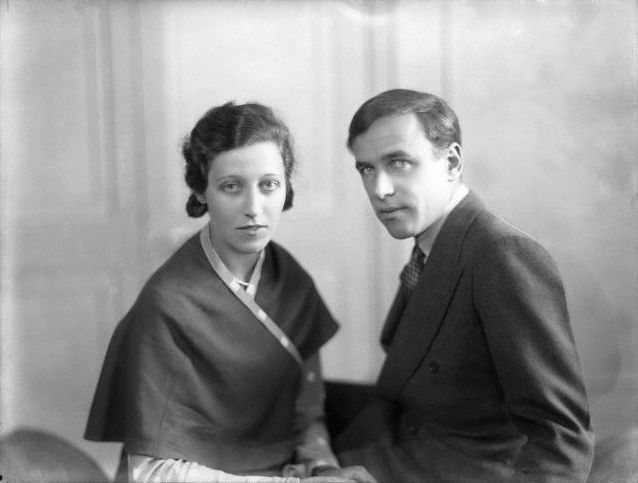
Емі Джонсон і Джим Моллісон, травень 1932 року.

29 липня 1932 року у церкві св. Георгія Емі та Джим одружилися. Подружня пара з двох відомих льотчиків стала об'єктом пильної уваги як преси, так і громадськості.
Тепер Джим, крім одиночних рекордів, міг удосконалювати здобутки разом з дружиною. Так, у 1933 році подружжя Моллісон планувало встановити рекорд на маршруті Англія — США. Спеціально обладнаний для цієї мети двомоторний літак «De Havilland DH.89 Dragon Rapide», який отримав назву «Сіфарер» G-ACCV (англ. Seafarer, літер. — мореплавець), мав збільшені паливні баки, щоб пального вистачило на безперервний переліт від затоки Кармартен в Уельсі до Нью-Йорка. Подружжя стартувало 22 липня 1933 року, але через неполадки з мотором змушено здійснили аварійну посадку у Бриджпорті (штат Коннектикут), всього за 90 кілометрів від мети. Через жорстку посадку обидва пілоти отримали травми. Попри недоліт, на їх честь влаштували парад на Бродвеї. Подружжя отримало премію «Freedom of the City» від муніципалітету Нью-Йорка та надана можливість зустрітися з 32-м президентом США Франкліном Рузвельтом.

### Приз Макробертсона
Не останнє місце серед різноманітності спортивних змагань 1930-х років займають перегони комерційних літаків за приз Макробертсона. Присвячена століттю столиці штату Вікторія, міста Мельбурн, перегони відбулися у період з жовтня до листопада 1934 року. Учасники мали подолати відстань у 18 000 кілометрів між аеродромами у графстві Саффолк в Англії та Флемінгтон біля Мельбурна. З метою підвищення безпеки всіх учасників перегонів на трасі, що пролягала через Багдад, Аллахабад, Сінгапур і Дарвін, було влаштовано п'ять обов'язкових пунктів посадки та 22 заправні станції.

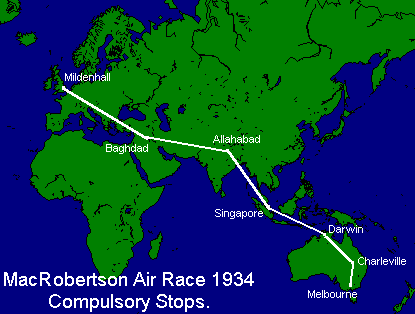
Маршрут авіаперегонів Макробертсона.

В Англії на момент оголошення умов перегонів не було жодної придатної для такої складної подорожі літака. Скориставшись ситуацією, авіабудівна фірма de Havilland оголосила, що тому, хто звернеться до неї із замовленням літака для перегонів, фірма надасть спеціальну машину вартістю до 5 000 фунтів стерлінгів. De Havilland гарантувала, що літак відповідатиме всім умовам змагань і подолає трасу з середньою швидкістю не менше як 200 миль за годину (~322 км/год). У результаті такої реклами компанія отримала три замовлення, одне з яких від подружжя Моллісон. Літаки будувалися в атмосфері підвищеної секретності, вони отримали назву DH-88 Comet. DH.88 подружжя Моллісон (який отримав реєстраційне позначення G-ACSP) був названий «Блек Меджик» (англ. Black Magic, літер. — Чорна магія). Літак був повністю пофарбований у чорний колір з золотими смугами та написами.
20 жовтня 1934 року, під стартовим номером 63, Емі та Джим стартували у перегонах. «Блек Меджік» здійснив безпосадковий переліт до Багдаду. Однак незабаром вони змушено достроково завершили перегони в Аллахабаді (Індія) — через неякісне паливо зупинилися обидва двигуни. Інші двоє учасників, які замовили DH.88, фінішували на першому та четвертому місцях відповідно.

### Розлучення
Шлюб з Емі привертав особливу увагу громадськості, в пресі їх навіть охрестили льотовими закоханими (англ. the flying sweethearts). Але, враховуючи їх взаємний потяг до досягнення рекордів, як загальних, так і персональних, подружжю була властива конкуренція один з одним (що стало однією з причин, що призвели до розлучення). Крім цього, Джим Моллісон багато пив (про це писали не тільки у британській пресі, наприклад, у нью-йоркському журналі «Тайм» за 1936 рік була опублікована «гаряча» новина про затримання нетверезого капітана Джеймса А. Моллісона), підтримував позашлюбні стосунки з іншими жінками та заздрив успіхам і досягненням дружини. 23 березня 1937 року почався розлучний процес, який закінчився тільки 24 серпня 1938 року.

### Друга світова війна
У 1940 році, з початком Другої світової війни, Джим вступив у організацію цивільних льотчиків ATA, де займався транспортними перевезеннями та доставлянням (перегонкою) літаків Королівських ПС Великої Британії до місць призначення.
У лютому 1943 року з літаком, який пілотував Моллісон (він був другим пілотом у парі з льотчицею Дианой Вокер) стався дуже відомий (завдяки пресі) інцидент. На борту «Енсона» знаходилися 12 пасажирів (пілоти ATA прямували до нового місця дислокації), коли його помітив винищувач Люфтваффе. Джим спробував набрати висоту та втекти, але все одно був підбитий ворожим Messerschmitt 110. Моллісон зміг посадити літак так, що ніхто з пасажирів та членів екіпажу не постраждав. Першою фразою Джима після посадки була «Де тут можна роздобути чаю!» (англ. How to get a cup of tea!).

### Повоєнні роки
Після закінчення війни Джим Моллісон оселився у Лондоні, де відкрив маленький паб. 26 вересня 1949 року Джим одружився вдруге, з Марією Камфіус (англ. Maria Clasina E. Kamphuis). Позаяк пристрасть Джима до спиртних напоїв залишалася великою проблемою, у 1953 році медична рада при Управлінні громадянської авіації (англ. Civil Aviation Authority Medical Board) відсторонила Моллісона від польотів й анулював його пілотну ліцензію. Незабаром він розійшовся з дружиною, проте Марія таки допомогла Джиму влаштуватися в пансіонат у Сербітоні для лікування залежності, де Джим Моллісон і помер 30 жовтня 1959 року.

## У культурі
У 1942 році вийшов фільм британського режисера Герберта Вілкокса про життя першої дружини Моллісона, Емі Джонсон — «They Flew Alone» (у США фільм відомий як «Wings and the Woman»). Сюжет розповідає про ранні роки відомої льотчиці, зокрема знайомство та спільне життя з Моллісоном. Роль Джима виконав британський актор Роберт Ньютон.
У 1990 році вийшов на екрани фільм Маркуса Коула (англ. Marcus Cole) «Великі повітряні перегони» (англ. The Great Air Race). Цей двосерійний австралійський телевізійний фільм розповідає про події авіаперегонів Англія — Австралія (за приз Макробертсона). Роль Моллісона зіграв Джонатан Гайд.